# 輪島塗

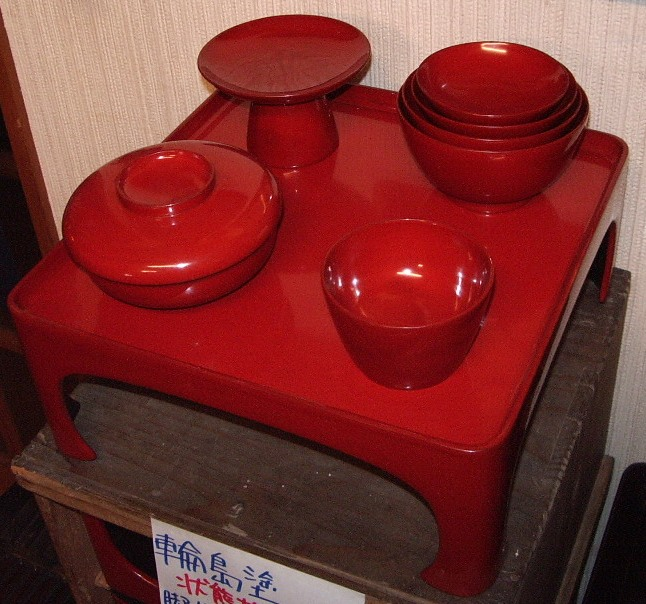
輪島塗

輪島塗起源於室町時代，是位於能登半島石川縣輪島市起源生產的漆器名稱，於1977年被日本政府指定為國家重要無形文化財。
和其他品种相比，輪島塗的特点是色彩比较厚重，美观和耐用。这种漆器完全由手工制作。现在在轮岛还有很多家庭作坊在制作着这种漆器。一个漆器通常要经过2年的制坯，然后再用6个月涂上100多层漆才能完成。另外，还可以用手绘的金页片来装饰漆器。漆器通常是黑色或者红色的，现在也出现很多其他的颜色。传统的漆器包括日式的餐具、茶具、便当盒、托盘和家具等。
輪島塗在製作時主要使用木胚，並且需要經過124道以上精細的工序、使用大量的漆料，還要將當地特有的「矽藻土」燒成粉末，混入生漆內攪扮均勻在使用，由於輪島塗主要用於平民的祭典等活動，所以十分講究結實性和耐用度。同時結合蒔繪與沈金（戗金）等技法，外觀相當華麗高貴。
在2024年能登半島地震後，當地許多漆器工坊遭到摧毀，對輪島塗的發展造成嚴重打擊。為此，時任日本首相岸田文雄表示將由政府資助輪島塗復興。而當地漆器店也發起募資，募得之善款也將用於復興該產業。

## 外部連結
- 輪島塗
- 輪島漆器商工業協同組合 （页面存档备份，存于）
- 石川県輪島漆芸美術館 （页面存档备份，存于）